# Escaphiella hespera
Escaphiella hespera là một loài nhện trong họ Oonopidae.
Loài này thuộc chi Escaphiella. Escaphiella hespera được Ralph Vary Chamberlin miêu tả năm 1924.